# Friend Request - La morte ha il tuo profilo
Friend Request - La morte ha il tuo profilo (Friend Request) è un film horror psicologico del 2016 diretto da Simon Verhoeven.

## Trama
Laura è una popolare studentessa di psicologia del college che ama la vita e gli amici. È molto attiva su Facebook e le piace condividere cose su se stessa con oltre 800 amici. Tra Facebook e vita reale, conosce Tyler McCormick, uno studente di medicina con la passione del surf, e inizia con lui una storia sentimentale.
Un giorno accetta una richiesta di amicizia della misteriosa Marina, una compagna di corso solitaria e dall'aspetto dark, che soffre di diversi disturbi, tra i quali la tricotillomania. Inizia così una relazione, sia on line che di persona, con la ragazza, che presto si rivela molto invadente con messaggi e chiamate. Quando però Laura condivide sul suo profilo le foto della sua cena di compleanno, Marina, a cui la ragazza aveva detto che avrebbe festeggiato solo con Tyler, le giura vendetta.
Una volta scoperto di aver perso l'amicizia di Laura su Facebook, Marina si suicida mentre filma la scena con la webcam. Laura riceve il video e si ritrova tormentata dallo spirito demoniaco di Marina, che minaccia di farla rimanere da sola infestando il suo profilo Facebook, affinché rimangano amiche... per sempre.

## Produzione

### Riprese
Le riprese si sono svolte a Città del Capo, in Sudafrica, terminando nel mese di marzo 2014, di fronte ad un budget di 9,9 milioni di dollari.

## Distribuzione
Il film è stato distribuito nelle sale cinematografiche tedesche il 7 gennaio 2016. È uscito in Italia l'8 giugno dello stesso anno dove è stato vietato ai minori di 14 anni.

## Accoglienza

### Botteghino
Il film ha incassato 3 milioni di dollari negli USA e 6,5 nel resto del mondo per un totale di 9,5 milioni di dollari.

### Critica
Il film è stato accolto in maniera negativa dalla critica. Sul sito Rotten Tomatoes ottiene una percentuale del gradimento del 14% con un voto medio di 3,4/10 basato su 63 critiche. Su Metacritic il film ha un punteggio del 31 su 100 basato su 18 recensioni.
È stato notato anche da molte critiche come la trama sia simile al film Unfriended girato nel 2014 e uscito nel 2015, dato che la storia narra in entrambi i casi di una ragazza che si suicida a causa di un video. Soprattutto per il fatto che l'iniziale nome del film era Unknow Error, ma poi è stato cambiato in Friend Request, alcuni mesi prima dell'uscita del film.